# Clotário II
Clotário II (em francês:  Clotaire II junho de 584 — 18 de outubro de 629), chamado o Grande ou o Jovem, rei de Nêustria e a partir de 613 a 629 rei de todos os francos.
Ainda não havia nascido quando seu pai, o rei Quilperico I, morreu em 584. Sua mãe, a rainha Fredegunda, foi regente até morrer em 597, passando então Clotário II a governar aos 13 anos. No ano 600 enfrentou a aliança dos reis Teodorico II da Borgonha e Teodeberto II da Austrásia, sofrendo uma derrota desastrosa em Dormelle, que lhe custou a maior parte do seu território, ficando restrito à região em torno de Ruão. Em 604 fez uma tentativa de reverter as perdas, mas foi derrotado novamente, perdendo o filho Meroveu na batalha. Em 607 entrou em uma coalizão contra Teodorico II, que acabou se desfazendo sem alcançar nada. Em 611 Teodorico II precisou de sua ajuda contra Teodeberto II, prometendo-lhe, em caso de vitória, o ducado de Dentellin, que abrangia quase toda a metade norte da Nêustria.
Teodorico II venceu a luta e cumpriu a promessa, mas pouco depois passou a hostilizar Clotário novamente, e já estava a caminho da batalha quando morreu de disenteria e suas tropas se dispersaram. Brunilda, antiga rival de sua mãe, tentou afirmar sua autoridade sobre a Borgonha e a Austrásia, mas internamente enfrentava revoltas de seus nobres, que pediram a Clotário ajuda para depô-la. Com efeito, em 613 Brunilda foi deposta e executada barbaramente. Os filhos ainda jovens de Teodorico II também foram mortos. Assim, Clotário assumiu o controle de toda a Frância, mas no ano seguinte foi obrigado a assinar uma concordata, o Édito de Paris, em que prometia respeitar a autoridade regional dos nobres e manter em seus cargos no palácio os principais funcionários em caráter vitalício, abrindo caminho para a progressiva perda de poder dos reis merovíngios e a ascensão da figura do prefeito do palácio. Em 623 perdeu ainda mais poder sendo obrigado a outorgar um sub-rei para a Austrásia. Indicou para a posição seu próprio filho, Dagoberto, mas ao mesmo tempo privou a Austrásia da maior parte de seu território. Em 626 enfrentou outra ameaça de secessão, entrando em conflito com o prefeito do palácio da Borgonha, Godin.
A despeito dos problemas internos, o reinado de Clotário representou um dos momentos de apogeu dos reis merovíngios, protegeu os pobres e as igrejas, e dizem os relatos que era um rei afável. Faleceu em meados de outubro de 629, sendo sepultado na Basílica de Saint-Vincent de Paris. Foi sucedido por Dagoberto.